# 月球表面電磁學實驗
月球表面電磁學實驗（英語：Lunar Surface Electromagnetics Experiment，LuSEE-Night）是一個計畫中的機器人射電望遠鏡天文臺，將降落在地球的衛星背面並發揮作用，該項目正由美國能源部和國家航空暨太空總署開發中。如果成功部署和啟動，LuSEE Night將嘗試量測宇宙歷史的初期，該時期在大爆炸之後，早於發光恆星和星系的形成，被稱為宇宙的黑暗時期。該儀器計畫最快於2026年、透過藍鬼月球著陸器降落在月球背面。此與計畫於2024年登月的、名為LuSEE Lite的配套著陸器不同，後者將由商業月球有效載荷服務交付到月球背面。

## 外部連結
- March 2023 NASA LuSEE-Night statement （页面存档备份，存于）
- LuSee-Night home page（页面存档备份，存于）